# Coenonympha demophile
Coenonympha demophile är en fjärilsart som beskrevs av Jacob Hübner. Coenonympha demophile ingår i släktet Coenonympha och familjen praktfjärilar. Inga underarter finns listade i Catalogue of Life.